# La Malerune
La Malerune est un roman français sous forme de trilogie écrit par Pierre Grimbert pour le premier tome (Les Armes des Garamont), et par Michel Robert pour les deux derniers (Le Dire des sylfes et La Belle Arcane) sous la supervision du premier auteur. Ces romans fantastiques font cohabiter diverses races (humains, lycantes, sylfes, démons, orcques) dans un monde dépourvu de technologie, où la magie a sa place.
Le premier tome est paru aux éditions Mnémos en juin 2003, le deuxième en février 2004, et le dernier en mars 2007.
Zétide le magicien, Hogo le Lycante, Lucia la guerrière et la jeune Ariale sont à la recherche de la Belle Arcane, une rune magique qui devrait permettre de sauver leur monde des Maûnes et de l'Entropie, la maladie déclenchée par la Malerune, autre rune magique déclenchée par les Maûnes.
« Quand les dieux firent le Troisième Monde, ils y placèrent deux runes magiques, garantes de l'Équilibre ».